# Sally Amaki
Sally Amaki (天城サリー, Amaki Sarī), née le 26 avril 2000 à Los Angeles, est une chanteuse et seiyū americaine basée au Japon.

## Biographie

### Jeunesse et formation
Née à Los Angeles de parents qui ont déménagé à Los Angeles et s'y sont mariés. Elle est la deuxième génération de nisei.

### Vie personnelle
Avant de déménager au Japon, elle étudie le patinage sur glace et le ballet avec Denis Ten. Sa langue maternelle est l'anglais et en plus du japonais, elle parle aussi un peu de français et d'espagnol.

## Carrière
Elle est membre du groupe d'idoles de doublage 22/7, qui fait ses débuts en 2017.
En juillet 2018, elle est apparue à l'Anime Expo à Los Angeles.
En plus de 22/7, elle prête également sa voix à d'autres personnages, notamment Carol Olston de Tomo-chan est une fille !, Kiriko d'Overwatch 2 et Peni Parker (en) de Marvel Rivals,.
En mars 2023, elle et Jon Kabira ont animé la 7e édition des Crunchyroll Anime Awards lors de sa première cérémonie en direct à Tokyo.

## Filmographie

### Séries d'animation
- 2017 : Dive!! : Élève de l'école primaire
- 2019 : Kaguya-sama: Love is War : Betsy Beltoise
- 2019 : Fate/Grand Order Absolute Demonic Front: Babylonia : la fille
- 2021 : Joran: The Princess of Snow and Blood : Femmes B
- 2022 : Bocchi the Rock! : Eliza Shimizu
- 2023 Tomo-chan est une fille ! : Carol Olston
- 2024 : Jellyfish Can't Swim in the Night : Akari Suzumura

### Jeux vidéo
- 2020 : Magia Record: Puella Magi Madoka Magica Side Story : Ashley Taylor
- 2022 : Overwatch 2 : Kiriko Kamori
- 2024 : Marvel Rivals : Peni Parkers